# Pseudechinus
Genre
Pseudechinus est un genre d'oursins (échinodermes) de la famille des Temnopleuridae.

## Description et caractéristiques
Ce sont des oursins réguliers : le test (coquille) est hémisphérique à subconique, protégé par des radioles (piquants), l'ensemble suivant une symétrie pentaradiaire (centrale d'ordre 5) reliant la bouche (péristome) située au centre de la face orale (inférieure) à l'anus (périprocte) situé à l'apex aboral (pôle supérieur).
Le test est en forme de dôme, avec un ambitus arrondi et une face orale est presque plane.

Les radioles sont courtes et simples.
 
Le disque apical est hémicyclique (dicyclique sur quelques espèces), avec un périprocte assez petit et excentrique, généralement pourvu de plaques suranales. Les gonopores sont marginaux. Les plaques génitales portent chacune un gros tubercule.
 
Les ambulacres sont trigéminés, avec des triades de paires de pores, sans phyllodes sur la face orale. Chaque plaque ambulacraire porte un tubercule primaire et quelques secondaire, plus petits, sur les plaques ambitales.
 
Les plaques interambulacraires portent un tubercule primaire flanqué d'un tubercule secondaire du côté interradial, et d'autres plus petits du côté interradial, en deux rangées.

Tous ces tubercules sont petits et non crénulés (ou à peine).
 
Les sillons de sutures ne sont pas visibles, ni aucun type de relief supplémentaire.
 
Le péristome est légèrement enfoncé, avec presque pas d'encoches buccales. La membrane péristomiale est nue, mis à part les 1à petites plaques buccales.
 
La ceinture pérignathique est assez forte, avec des apophyses et des auricules soudées perradialement.
Ce genre est apparu au Miocène, et est répandu dans l'hémisphère sud, principalement autour de l'Australie et de la Nouvelle-Zélande.

## Liste des espèces
Selon World Register of Marine Species (2 mai 2014) :
- Pseudechinus albocinctus (Hutton, 1872) -- Sud de l'Australie et Nouvelle-Zélande
- Pseudechinus flemingi Fell, 1958 -- Nouvelle-Zélande
- Pseudechinus grossularia (Studer, 1880) -- Nord de la Nouvelle Zélande
- Pseudechinus hesperus H.L. Clark, 1938 -- Sud-ouest de l'Australie
- Pseudechinus huttoni Benham, 1908 -- Sud de l'Australie et Nouvelle-Zélande, jusqu'en Antarctique
- Pseudechinus magellanicus (Philippi, 1857) -- Sud de l'Amérique latine et océan antarctique jusqu'en Nouvelle-Zélande
- Pseudechinus marionis (Mortensen, 1936) -- îles australes et antarctiques (Crozet, Amsterdam…)
- Pseudechinus notius (H.L. Clark, 1916) -- Sud-est de l'Australie
- Pseudechinus novaezealandiae (Mortensen, 1921) -- Nouvelle-Zélande
- Pseudechinus sanctipauli Dollfus, 1946 -- île Amsterdam
- Pseudechinus variegatus Mortensen, 1921 -- nord de la Nouvelle-Zélande

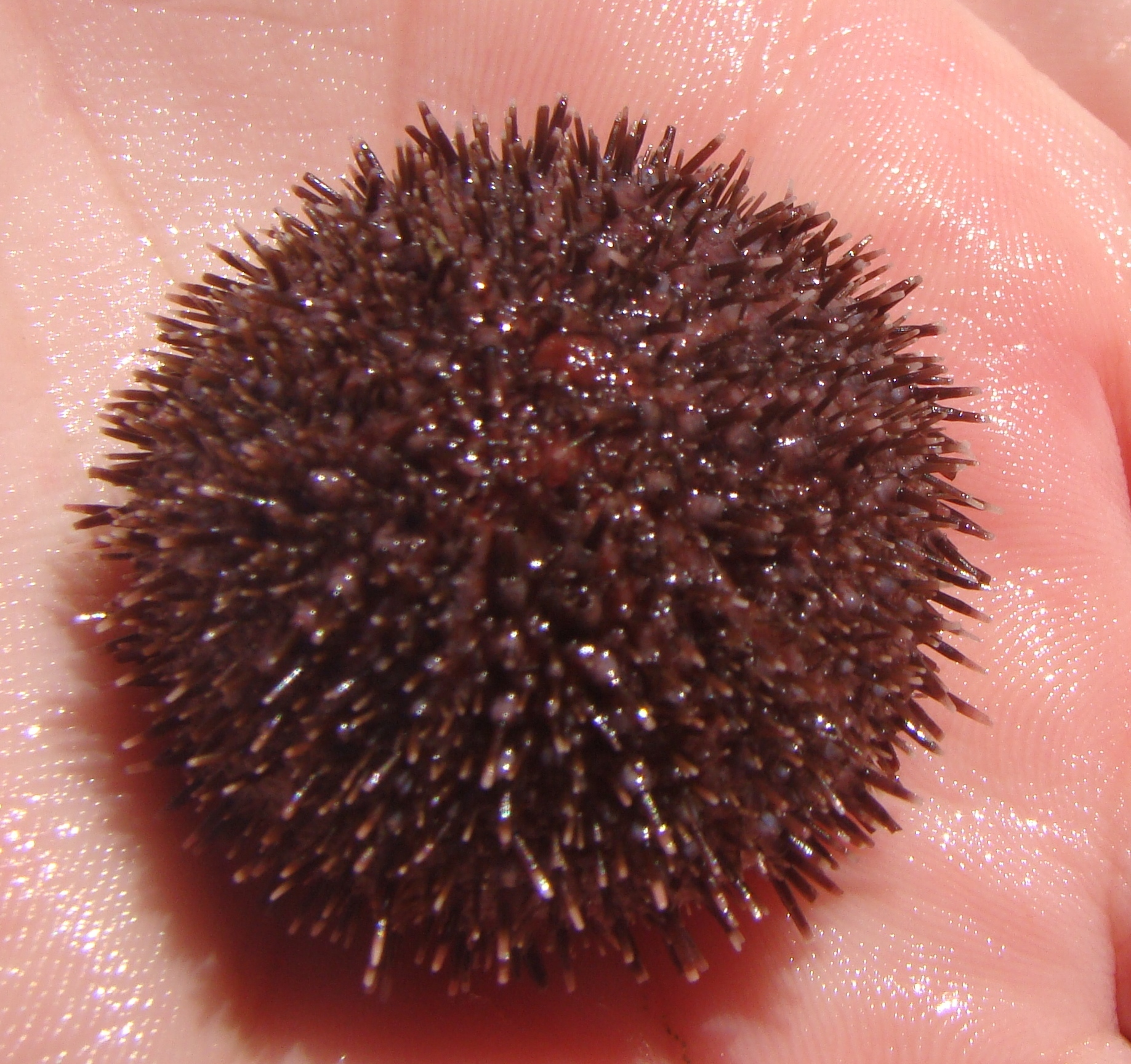
Pseudechinus albocinctus.
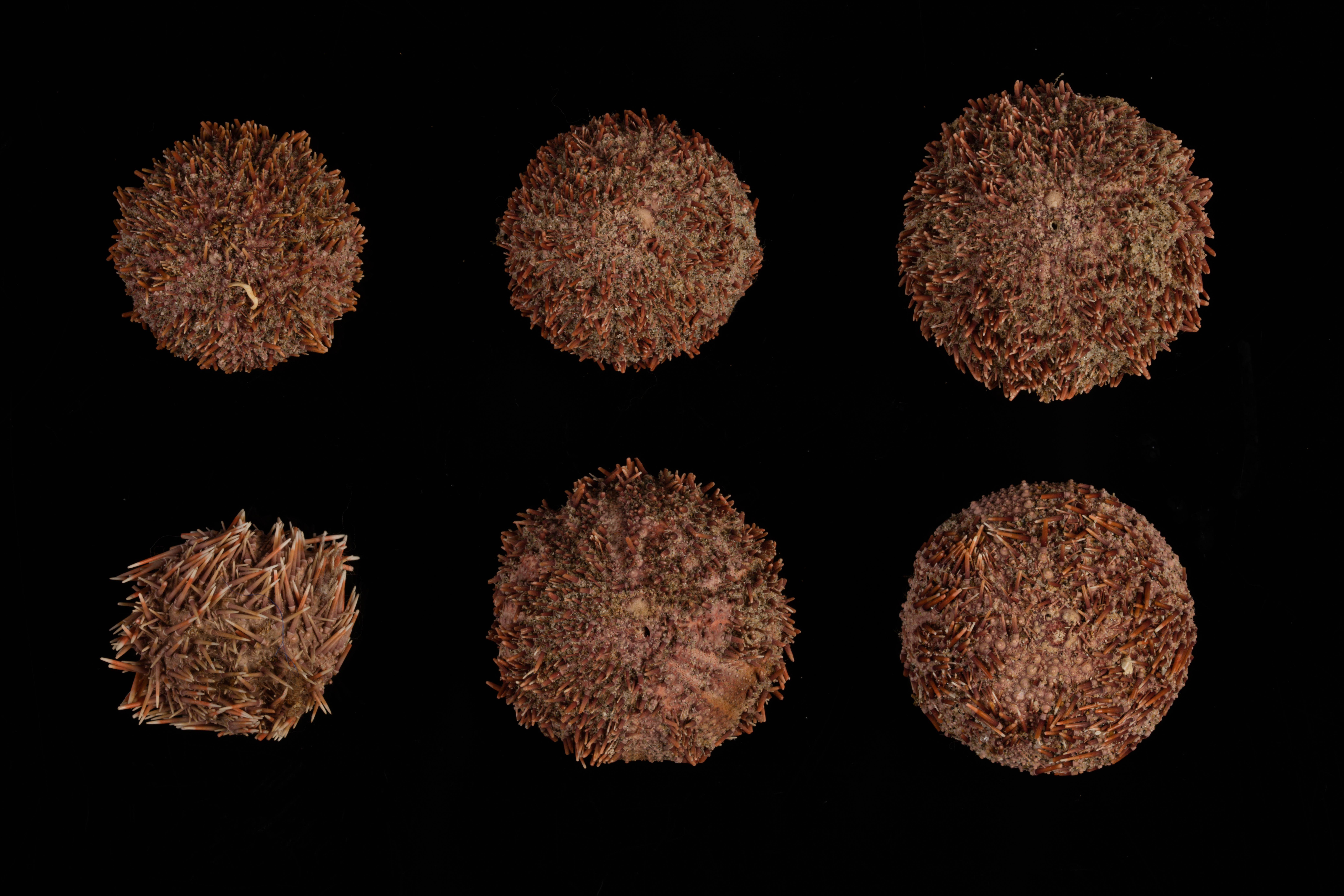
Pseudechinus flemingi.
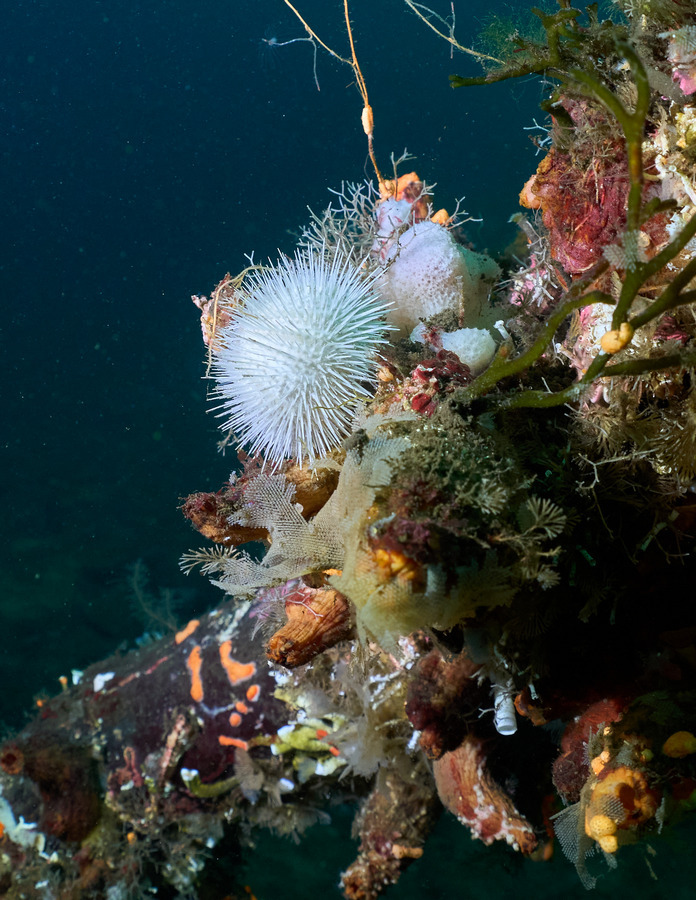
Pseudechinus huttoni.
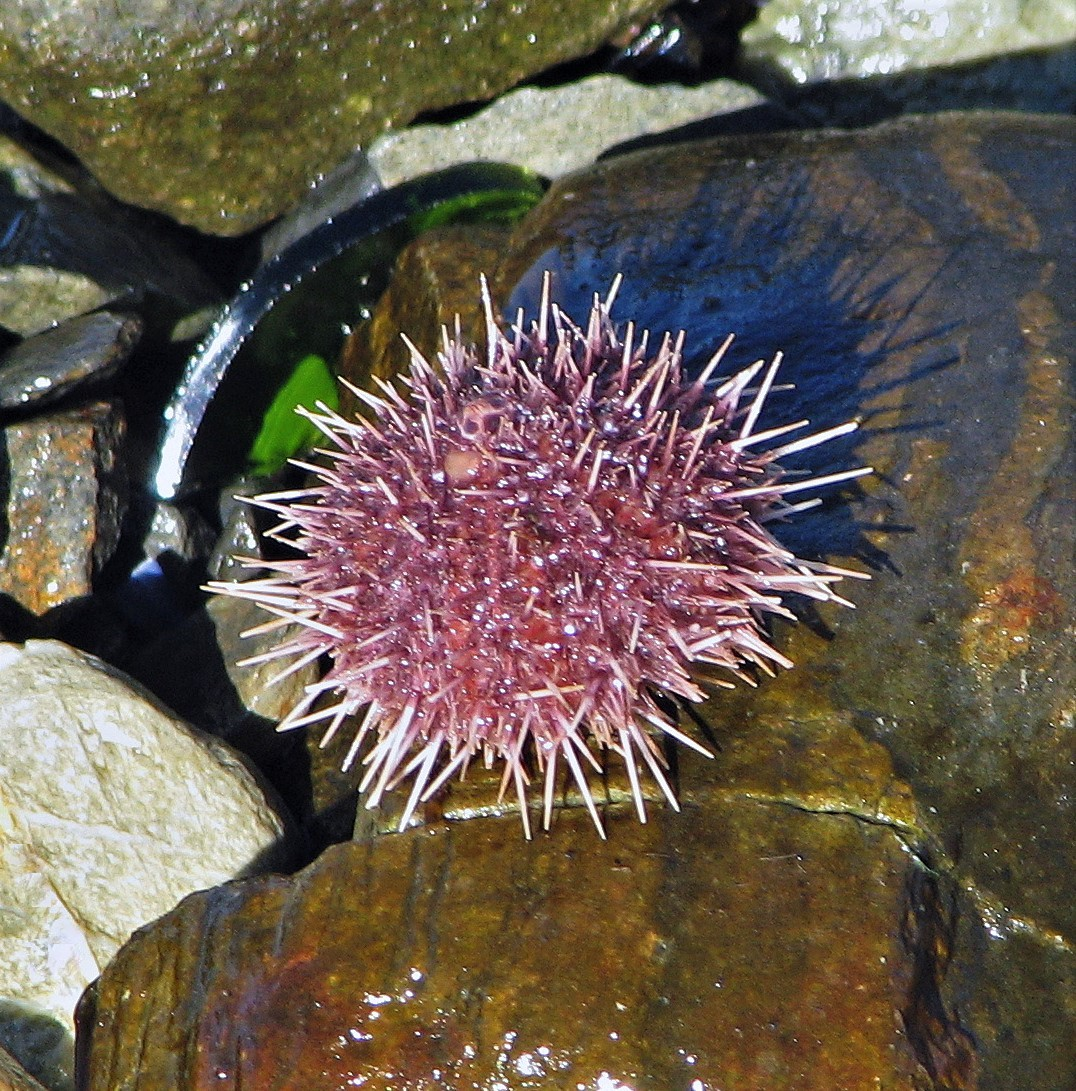
Pseudechinus magellanicus.
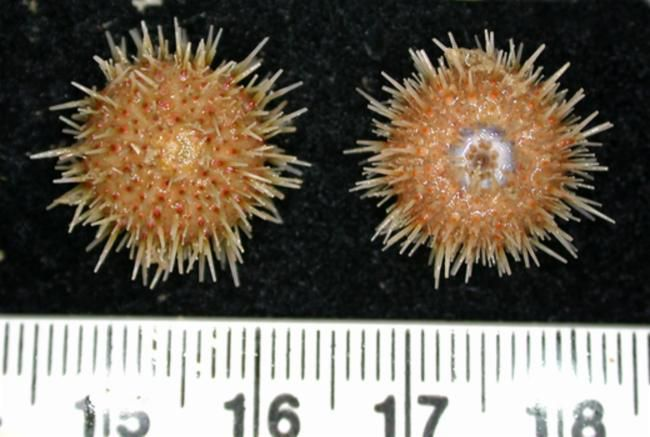
Pseudechinus notius.
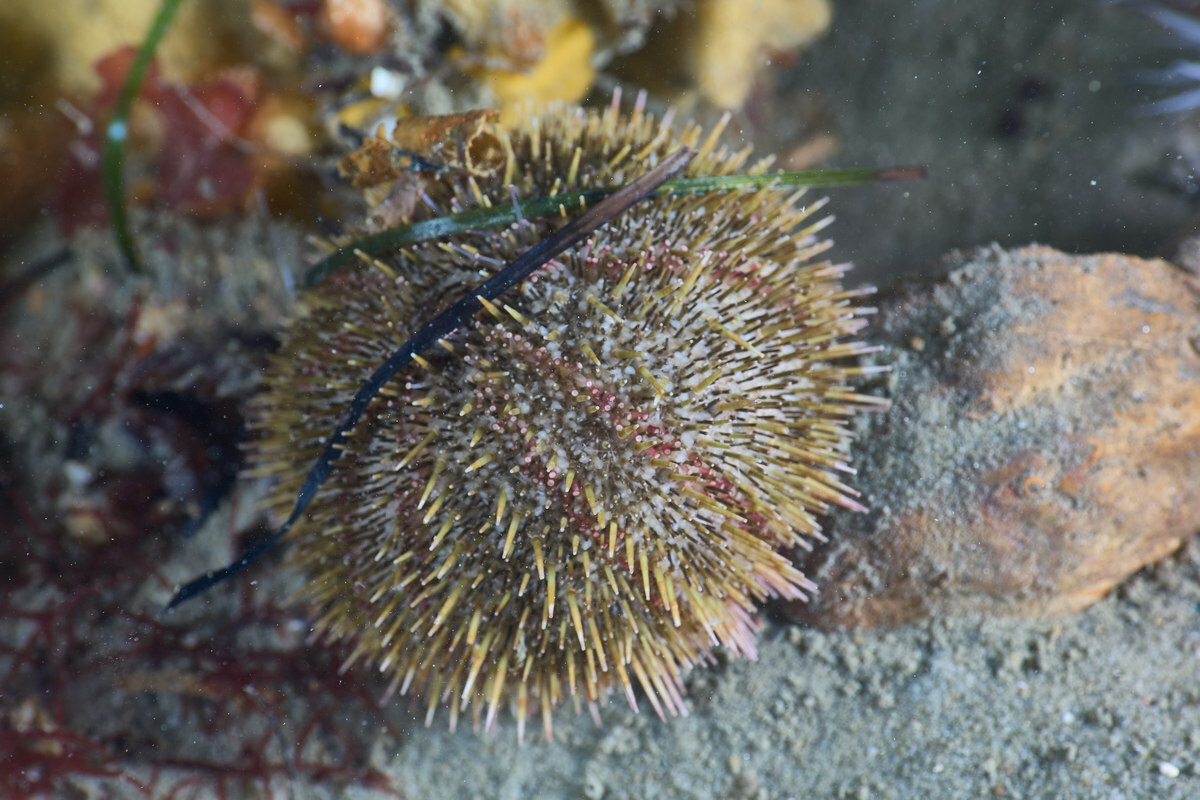
Pseudechinus novaezealandiae.
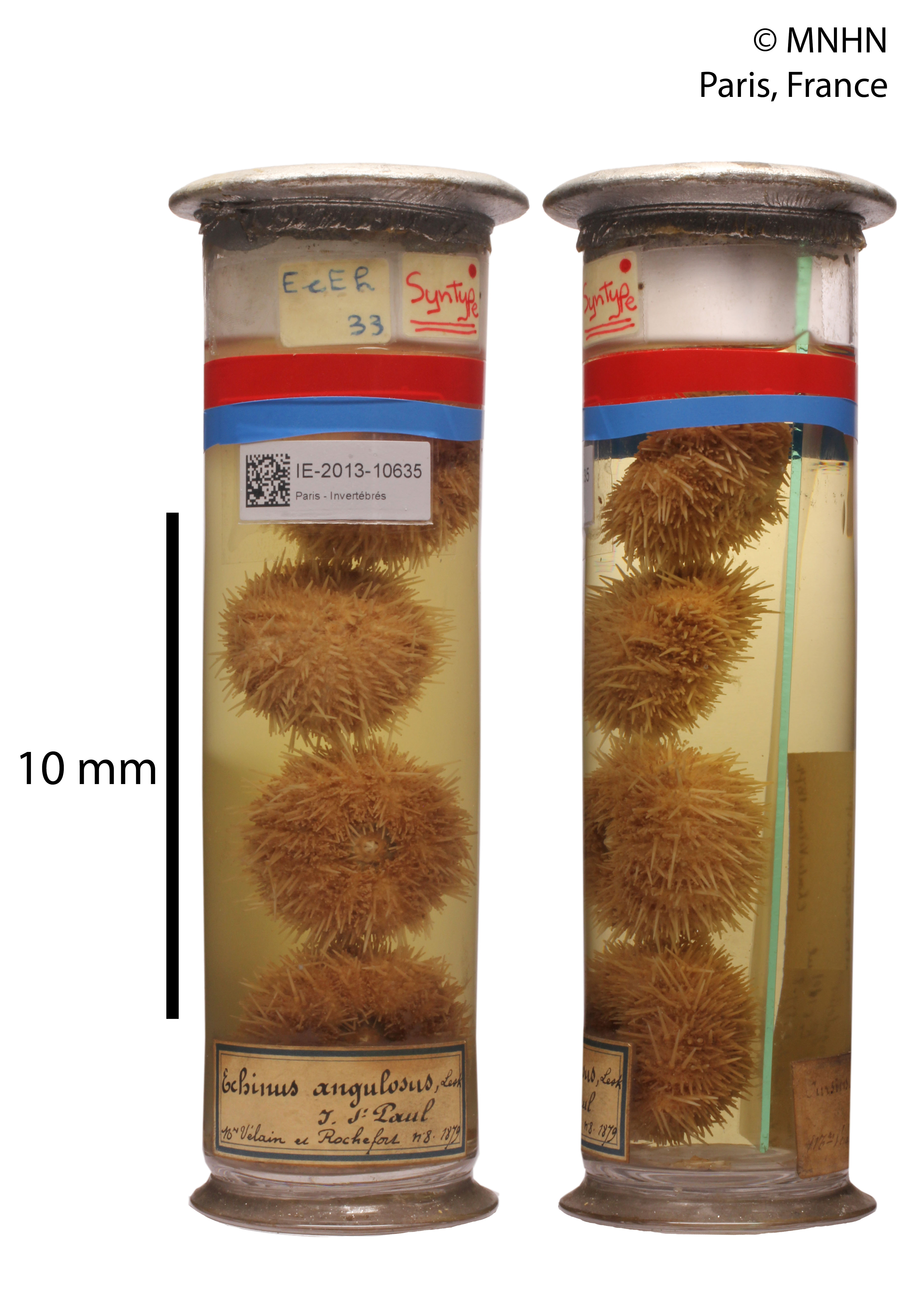
Pseudechinus sanctipauli (MNHN).

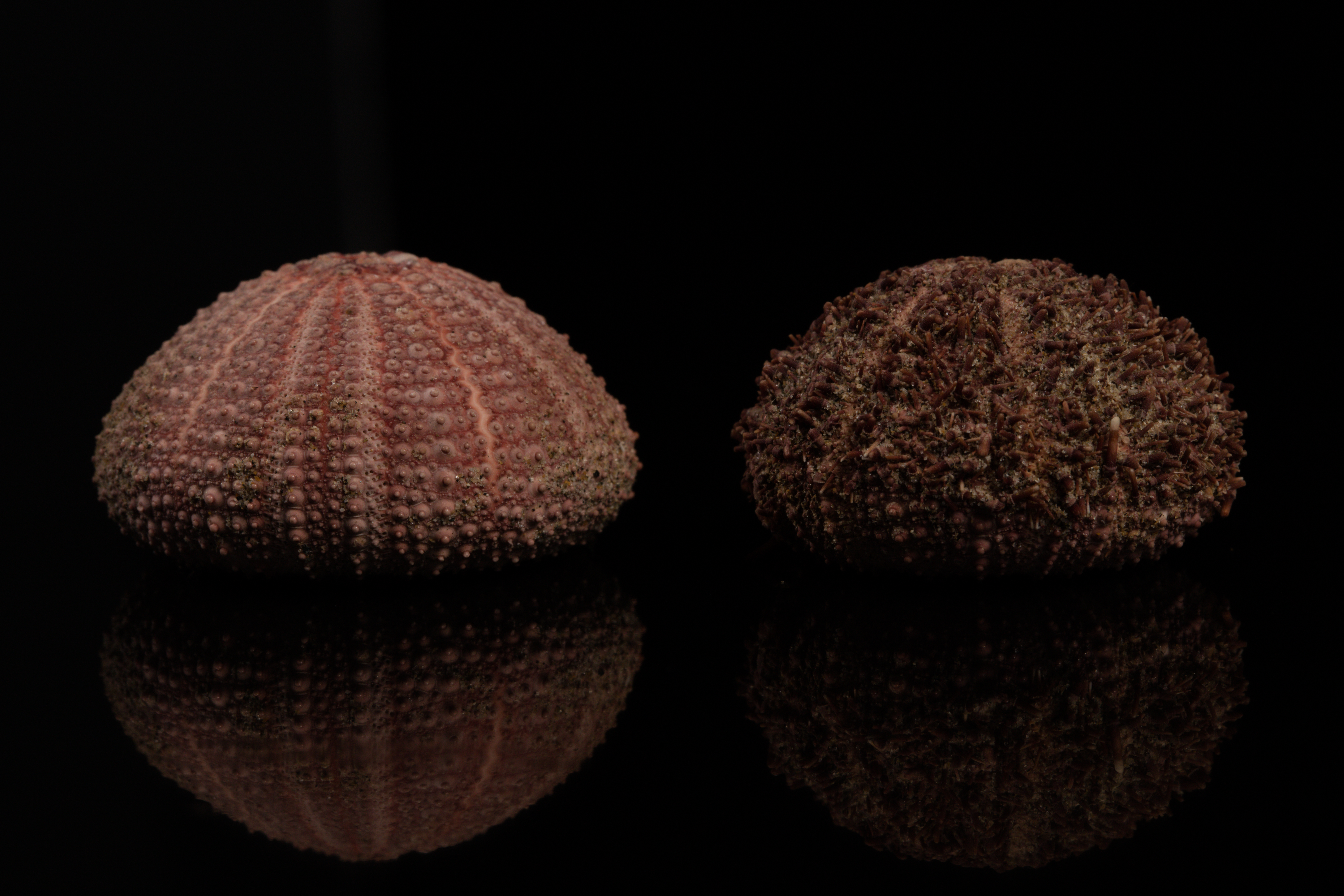
Pseudechinus albocinctus.
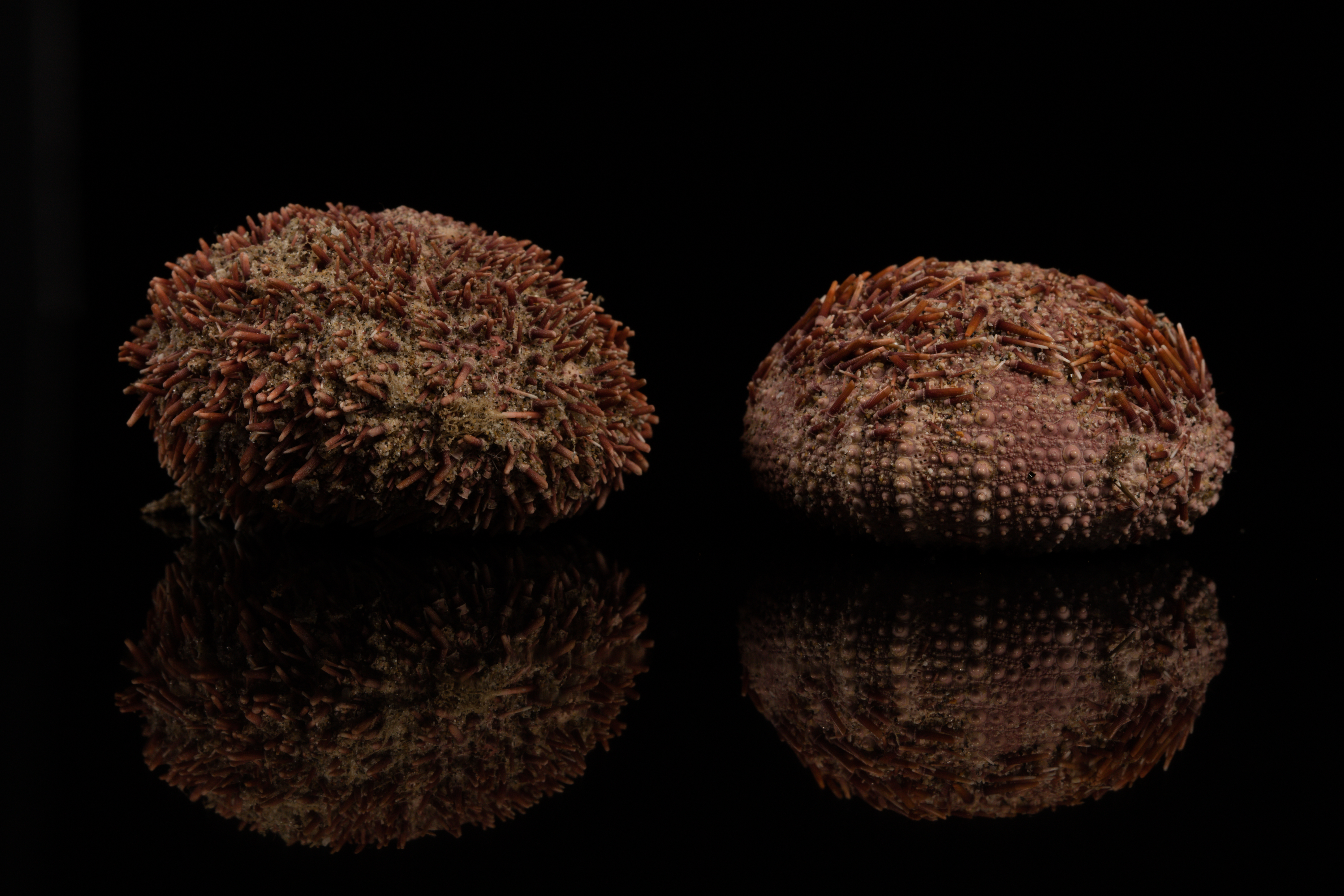
Pseudechinus flemingi.
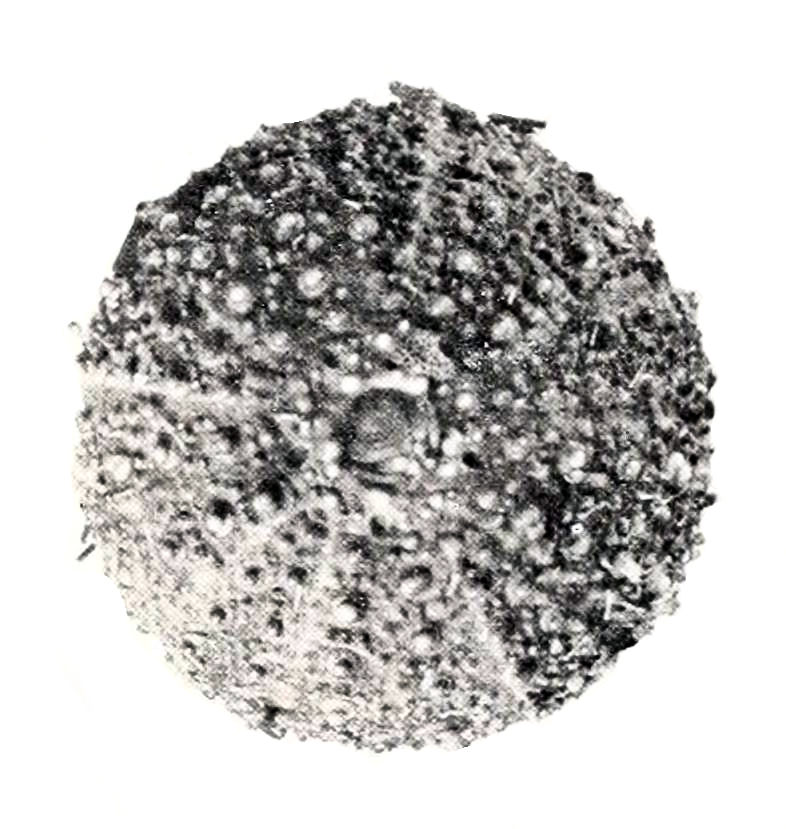
Pseudechinus hesperus.
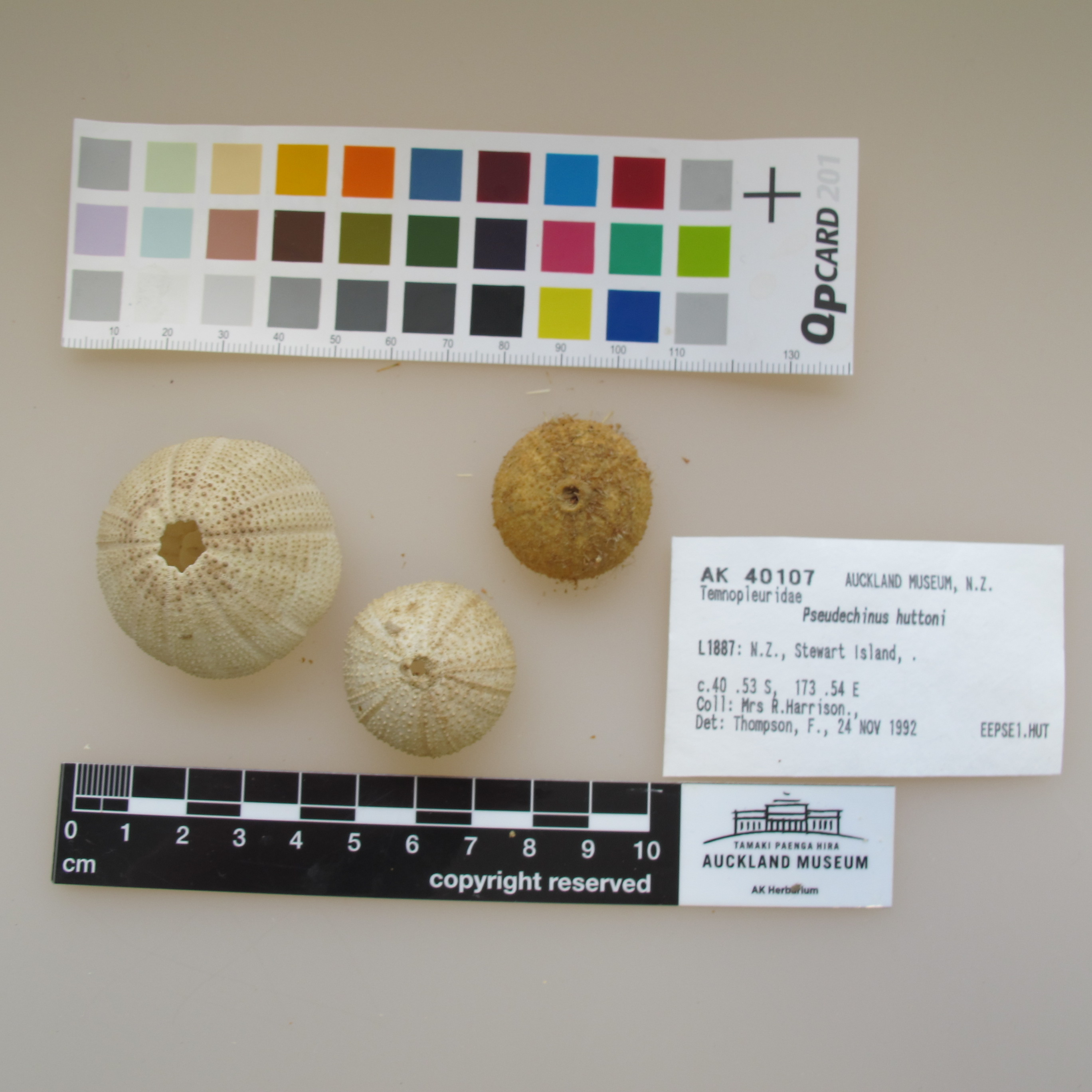
Pseudechinus huttoni.
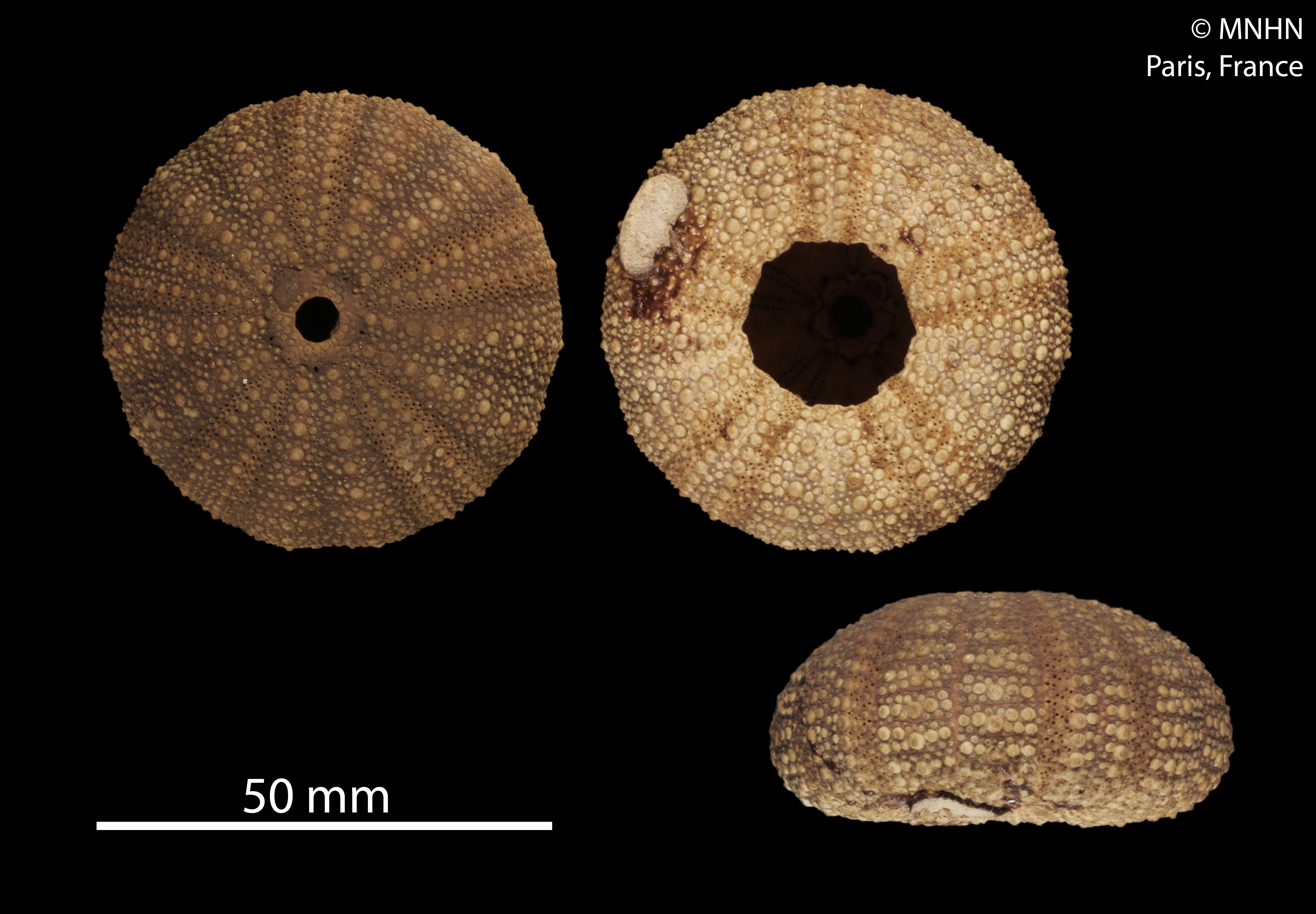
Pseudechinus magellanicus (Test, MNHN).
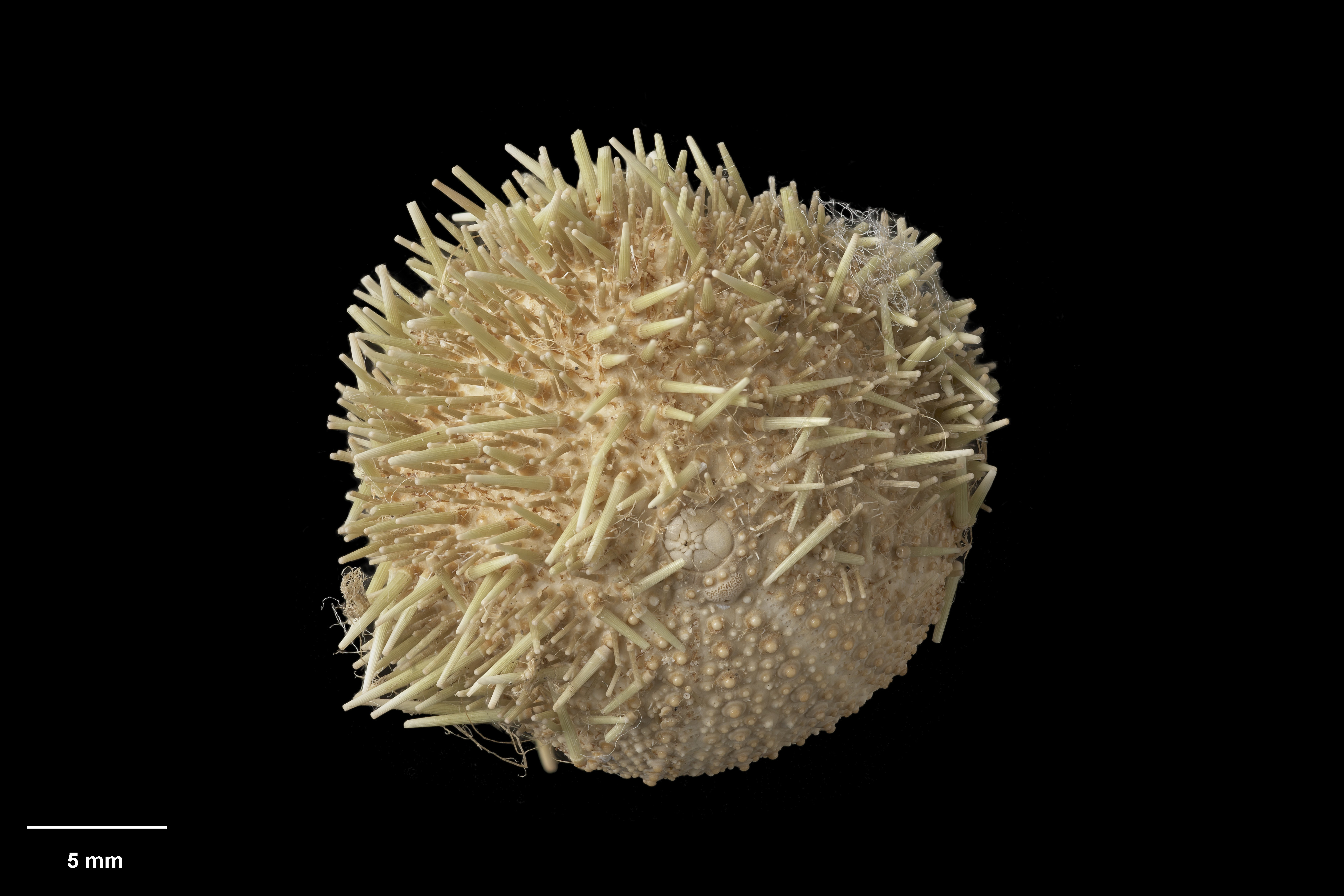
Pseudechinus novaezealandiae.
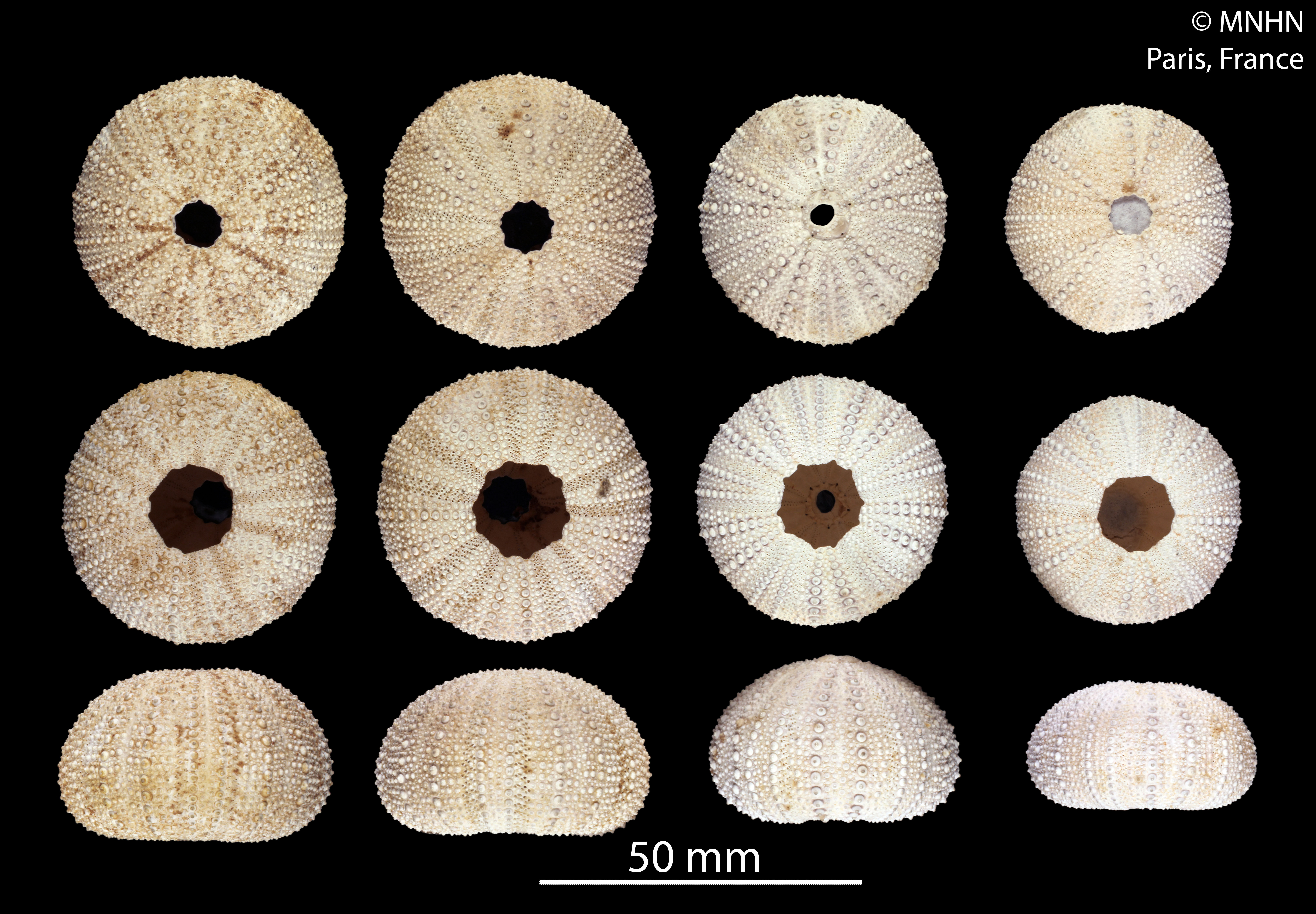
Pseudechinus sanctipauli (MNHN).
Pseudechinus variegatus.